# Монтгомъри (окръг, Северна Каролина)
Вижте пояснителната страница за други населени места с името Монтгомъри.
Окръг Монтгомъри (на английски: Montgomery County) е окръг в щата Северна Каролина, Съединени американски щати. Площта му е 1300 km², а населението – 27 418 души (2016). Административен център е град Трой.